# La casa vora el mar
La casa vora el mar (títol original La Villa) és una pel·lícula francesa dirigida per Robert Guédiguian, estrenada el 2017. Va ser presentada en selecció oficial a la Mostra de Venècia 2017. Ha estat doblada al català.

## Argument
Angèle, Joseph i Armand es troben al costat de Maurice, el seu avi que ha quedat afàsic després d'un atac. Angèle no havia tornat a la casa dels pares des de feia 20 anys, trencada per la mort accidental de la seva filla Blanca. Records malenconiosos s'intercanvien a la cala abans popular i comunista, ara lliurada a l'especulació immobiliària i que ha perdut la seva vida social d'altres temps. Angèle no accepta que el seu pare, abatut de remordiments de ser el responsable de la mort de Blanca de la qual era responsable, li reservi una part més important d'herència que als seus germans per a la compra del seu perdó.
Benjamin, un pescador de la cala a la trentena, retroba amb delícia Angèle, l'actriu que tant havia admirat al teatre a Marsella, que li havia donat el gust dels escenaris, i de la qual està secretament enamorat.
Mentrestant, militars armats vigilen regularment la costa on arriben emigrants vinguts d'Àfrica, amb la finalitat de detenir-los i tornar-los al seu país. Un dia, els dos germans troben a un penya-segat tres nens sense pares, aterrits i famolencs. Els amaguen a casa seva, cosa que els porta a una realitat molt més dramàtica que la malenconia dels vells records.

## Repartiment
- Ariane Ascaride: Angèle Barberini
- Jean-Pierre Darroussin: Joseph, germà d'Angèle
- Gérard Meylan: Armand, germà d'Angèle
- Fred Ulysse: Maurice, el pare d'Angèle, Joseph i Armand
- Anaïs Demoustier: Bérangère, l'amic de Joseph
- Robinson Stévenin: Benjamin, el pescador
- Yann Trégouët: Yvan, sl metge
- Jacques Boudet: Martin, el pare d'Yvan
- Geneviève Mnich: Suzanne, la mare d'Yvan
- Pierre Banderet: 3r noi
- Esther Seignon: Blanche
- Diouc Koma: el soldat
- Haylana Bechir: la refugiada adolescent

## Producció

### Repartiment dels papers
Una bona part dels actors han ja rodat diverses vegades amb Guédiguian: Ariane Ascaride, Jean-Pierre Darroussin, Gérard Meylan, Anaïs Demoustier, Yann Trégouët o Jacques Boudet. El film mostra d'altra banda els tres primers, amb trenta anys menys, en un extret de Ki lo sa ? del mateix Guédiguian (1985), inserit al film per a una seqüència que té lloc al petit port de la cala de Méjean.

### Rodatge
El film va ser rodat durant l'hivern 2016-2017 íntegrament a la cala de Méjean, a l'oest de Marsella.

### Música
Se sent un extret de la cançó I Want You, de Bob Dylan, així com un extret de la primera música de film que Alexandre Desplat hi havia composta per a Ki lo sa ?.

## Estrena

### Acollida crítica
L'acollida crítica és positiva: el lloc Allociné recull una mitjana dels crítics de premsa de 4,1/5, i dels crítics espectadors de 3,5/5.

### Nominacions
L'any 2018, en el marc de la 43a cerimònia dels Cèsar, Anaïs Demoustier és nominada per al César a la millor actriu secundària.